# Ban Zhao (historicus)
Ban Zhao (Chinees: 班昭) (49? – c. 120? na Chr.), omgangsnaam Huiban (Chinees: 惠班), was een Chinese historicus, filosoof en politicus. Ze was de eerst bekende vrouwelijke Chinese historicus.
Ze voltooide het werk van haar broer Ban Gu over de geschiedenis van de Westelijke Han-dynastie, namelijk het Boek van de Han. Ze schreef ook Nüjie (女誡, Vermaningen aan mijn dochters), een invloedrijk werk over het gedrag van vrouwen. Daarnaast had ze interesse in astronomie en wiskunde, en schreef ze gedichten, necrologieën, argumentaties, commentaren, essays en langer werk. Niet alles hiervan overleefde de tand des tijds. Ze werd China's bekendste vrouwelijke geleerde en instructeur van taoïstische seksuele handelingen voor de keizerlijke familie. Ban Zhao is afgebeeld in de Wu Shuang Pu geschreven door Jin Guliang. 

## Familie
Ban Zhao werd geboren in Anling, nabij het huidige Xianyang, in de Shaanxi provincie. Op veertienjarige leeftijd huwde ze een lokale inwoner met de naam Cao Sishu en werd in het hof bij die naam genoemd als Eerbiedwaardige Dame Cao (曹大家). Haar man stierf toen ze nog jong was. Ze hertrouwde niet meer, in plaats daarvan wijdde ze haar leven aan het vermeerderen van kennis. Ze was dochter van de bekende historicus Ban Biao en jongere zus van generaal Ban Chao en van historicus Ban Gu. Ze was ook een achternicht van de geleerde en dichter Ban Jieyu.

## Werk
Ban Zhao droeg veel bij aan de completering en overdracht van het Boek van de Han, de officiële dynastische geschiedenis van de Westelijke Han-dynastie. Nadat Ban Gu werd opgesloten en in 92 na Chr. stierf, hielp zij het werk te voltooien door de missende delen van Babiao (八表, de Acht tabellen) toe te voegen. Later voegde Ma Xu (70-141) nog een verhandeling over astronomie toe. 
Ban Zhao schreef ook Nüjie (Vermaningen aan mijn dochters). Deze verhandeling was gewijd aan de dochters in Ban Zhao's familie, maar circuleerde onmiddellijk aan het hof. Het was eeuwenlang populair in China.
Volgens de interpretatie van klassiek Westers oriëntalisme was dit een moralistisch boek, dat vrouwen in het algemeen adviseert volgzaam en respectvol te zijn tegenover het hogere doel van familieharmonie. Dit boek vraagt vrouwen ook goed opgeleid te zijn zodat ze hun echtgenoten beter ten dienste kunnen staan.
Een moderne interpretatie zegt dat het de basistekst is van Confuciaans feminisme. Een studie zegt dat het een “ander concept” dan nu geeft, dat komt uit de machteloosheid van individuele vrouwen toen gericht op de familie en indirect.  
Ze onderwees keizerin Deng Sui en leden van het hof in de bibliotheek, wat haar politieke invloed gaf.

## Trivia
In 1991 werd een inslagkrater op de planeet Venus naar haar vernoemd.
- Gemeinsame Normdatei: 119037866
- International Standard Name Identifier: 0000 0000 6317 0200
- Library of Congress Control Number: n50082077
- Nationale Bibliotheek van Israël: 987007279605605171
- Nederlandse Thesaurus van Auteursnamen: 244201404
- Système universitaire de documentation: 069898642
- Virtual International Authority File: 11093338
- WorldCat: E39PBJhmKkKWCdPPBd3KXydxXd